# San Francisco de los Blancos
San Francisco de los Blancos är en ort i Mexiko.   Den ligger i kommunen Galeana och delstaten Nuevo León, i den centrala delen av landet, 600 km norr om huvudstaden Mexico City. San Francisco de los Blancos ligger 2 006 meter över havet och antalet invånare är 373.
Terrängen runt San Francisco de los Blancos är kuperad åt nordost, men åt sydväst är den bergig. Terrängen runt San Francisco de los Blancos sluttar österut. Runt San Francisco de los Blancos är det mycket glesbefolkat, med 5 invånare per kvadratkilometer. Närmaste större samhälle är Galeana, 11,7 km sydost om San Francisco de los Blancos. I omgivningarna runt San Francisco de los Blancos växer huvudsakligen savannskog.